# Chalcis samoana
Chalcis samoana är en stekelart som beskrevs av David Timmins Fullaway 1940. 
Chalcis samoana ingår i släktet Chalcis och familjen bredlårsteklar. Artens utbredningsområde är Amerikanska Samoa. Inga underarter finns listade i Catalogue of Life.